# Homer’s Night Out
«Homer's Night Out» (укр. Вечірка Гомера) — десята серія першого сезону мультсеріалу «Сімпсони», прем'єра якої відбулась 25 березня 1990 року на телеканалі FOX у США. Автор сценарію — Джон Вітті.

## Сюжет
Барт купує мініатюрну шпигунську камеру з каталогу, що розсилається поштою, і використовує її, щоб робити фотографії вдома. Пізніше Гомер каже Мардж, що збирається на вечірку до свого колеги, Юджина Фіска. Поки Гомера немає, Мардж вирішує відвести дітей до ресторану морепродуктів, де — їй невідомо — що в іншій кімнаті відбувається холостяцька вечірка.
На вечірку приходить танцівниця на ім'я Принцеса Кашмір і запрошує Гомера потанцювати з нею на сцені. Виходячи з ванної кімнати, Барт заходить на вечірку і робить фото, на якому танцюють Гомер і принцеса Кашмір. Барт приносить фотографію до школи та передає копію Мілгаусу, який негайно отримує запити на копії від інших учнів. Коли батьки учнів отримують фотографію, копії поширюються, поки всі в Спрінгфілді не побачать фотографію, включаючи Мардж, яка розлючена. Коли того ж дня Гомер повертається додому, Мардж вимагає пояснень. Барт ненавмисно розповідає, що зробив фотографію, чим розлютив обох своїх батьків. Гомер проводить ніч у квартирі Барні після того, як Мардж виганяє його з дому.
Наступного дня Гомер повертається додому, щоб вибачитися перед Мардж, яка хвилюється, що фото змусить Барта подумати, що прийнятно ставитися до жінок як до сексуальних об’єктів. Вона наполягає на тому, щоб Гомер узяв Барта на зустріч із принцесою Кашмір, щоб він побачив, що вона більше, ніж просто стриптизерша. Гомер і Барт нишпорять по стриптиз-клубах Спрінгфілда в пошуках принцеси Кашмір, зрештою знаходячи її в лаунжі Sapphire.
Гомер представляє себе та Барта принцесі Кашмір, яка стурбована своїм майбутнім виступом, але розуміє, чого Гомер намагається навчити свого сина. Гомер ненавмисно опиняється на сцені, коли починається стриптиз- шоу. Його ось-ось викинуть за сцену, коли глядачі впізнають його на картині. Гомер підхоплюється оплесками глядачів і починає танцювати з артистками, поки не згадує урок, який він намагається навчати Барта. Гомер зупиняє шоу і благає глядачів ставитися до жінок з повагою. Мардж, яка перебуває в аудиторії, приймає вибачення Гомера, і вони миряться.

## Виробництво
Епізод був написаний Джоном Вітті та режисером Річем Муром. Квартира Барні, в якій Гомер проводив ніч, коли його вигнала Мардж, частково заснована на квартирі, якою Джим Рірдон Мур та кілька інших аніматорів Сімпсонів жили в коледжі. Один із стриптиз-клубів, який відвідують Гомер і Барт, коли вони намагаються знайти принцесу Кашмір, базується на стрип-клубі Seventh Veil у Лос-Анджелесі, Каліфорнія. Співробітники їздили по Голлівуду, фотографуючи стрип-клуби, щоб отримати натхнення для дизайну інтер’єру будівель стрип-клубів у Спрінгфілді. Дизайнер персонажів розробив понад п’ятдесят різних міжнародних костюмів танцівниць для танцівниць у серії бурлеск-шоу. Карл Карлсон вперше з'явився в «Сімпсонах» у цьому епізоді, хоча його озвучив Гаррі Ширер замість Хенка Азарії чи Алекса Дезерта, які озвучували його в наступних появах.